# Masanori Yusa
Masanori Yusa, né le 20 janvier 1915 à Tadotsu et mort le 8 mars 1975 à Tokyo, est un nageur japonais.
À la fin des années 1930, il était entraîné par Giyo Saito.

## Palmarès

### Jeux olympiques
- Jeux olympiques d'été de 1932 à Los Angeles
  -  Médaille d'or en relais 4 × 200 m libre - 8 min 58 s 4 (Record du monde).
- Jeux olympiques d'été de 1936 à Berlin
  -  Médaille d'or en relais 4 × 200 m libre - 8 min 51 s 5 (Record du monde).
  -  Médaille d'argent sur 100 m libre - 57 s 9.